# دان دورمان
دان دورمان (انگلیسی: Don Dorman; ۱۸ سپتامبر ۱۹۲۲ – ۱۲ ژانویهٔ ۱۹۹۷) بازیکن فوتبال اهل بریتانیا بود.
از باشگاه‌هایی که در آن بازی کرده‌است می‌توان به باشگاه فوتبال کاونتری سیتی، باشگاه فوتبال والسال، و باشگاه فوتبال بیرمنگام سیتی اشاره کرد.